# 法定繼承人
法定繼承人（英語：Heir apparent）是指擁有第一繼承順位，且不會因他人出生導致繼承順位改變的繼承人。法定繼承人在君主制的王位繼承規範中具有重要的地位，其身為王位第一繼承權的資格通常終身有效。
與法定繼承人相對的是推定繼承人：兩者皆可稱為儲君，但推定繼承人的繼承順位可能因他人的出生而下降。

## 性別
1980年之前，歐洲君主制國家普遍施行長子繼承制：法定繼承人即為在位君主的長子。1980年瑞典通過新的王位繼承法，將法定繼承人的資格改為君主的首位子女（長子女繼承制），不論性別。根據新的繼承法，國王卡爾十六世·古斯塔夫的長女維多利亞公主取代其弟卡爾·菲利普王子成為瑞典王儲。
在瑞典之後，荷蘭、挪威、比利時、丹麥與盧森堡依序將王位繼承法改為長子女繼承制。2011年，大英國協王國成員簽署《伯斯協議》，將目前的長子繼承制改為長子女繼承制。